# Razorfemora nussbaumi
Razorfemora nussbaumi är en tvåvingeart som beskrevs av Ronald Henry Lambert Disney 1990. Razorfemora nussbaumi ingår i släktet Razorfemora och familjen puckelflugor.
Artens utbredningsområde är Israel. Inga underarter finns listade i Catalogue of Life.